# 폴 맨티
폴 맨티(Paul Mantee, 1931년 1월 9일 ~ 2013년 11월 7일)는 미국의 배우, 텔레비전 배우, 작가, 소설가, 영화배우이다.
샌프란시스코에서 태어났으며 말리부에서 사망하였다. 사인은 전립선암이다.

## 영화
- 메모리얼 데이 (1998년)
- 러킹 피어 (1994년)
- 드래곤 (1993년)
- 질투 (1992년)
- 더 폴 가이 (1981년)
- 위대한 산티니 (1979년)
- 형사 Q (1976년)
- 어느 코미디언의 눈물 (1976년)
- 명탐정 바나비 존즈 (1973년)
- 샌프란시스코 수사반 (1972년)
- 아이언 사이드 (1967년)
- 대거라 불리는 남자 (1967년)
- 배트맨 - 66년 TV 시리즈 (1966년) - 초딩 3 〔과거〕 역
- 제5전선 (1966년)
- 우리 생애 나날들 (1965년)
- FBI (1965년)
- 화성의 로빈슨 크루소 (1964년)
- 도망자 (1963년)
- 샤이안 (1955년)